# Тайна Элен Маримон
«Тайна Элен Маримон» (фр. Le Secret d'Hélène Marimon ) — французско-итальянский кинофильм с Луи де Фюнесом.

## Сюжет
Жак, директор одного нефтяного предприятия на Ближнем Востоке, возвращается в Париж и вспоминает о своём старом армейском друге Камиле Маримоне, который только что выпустил книгу. Двадцать семь лет назад, в 1918 году, Жак был ранен на фронте, спасая жизнь Маримона. Во время лечения он полюбил загадочную женщину по имени Элен, которая призналась, что является женой Маримона. Теперь ему предстоит выяснить, кто отец её дочери…

## В ролях
- Иза Миранда — Элен Маримон
- Frank Villard
- Jean Debucourt
- Карла Дель Поджо
- Michel Roux
- Hella Lexington
- André Versini
- Ноэль Роквер
- Lucienne Granier
- Jacques Dynam
- Луи де Фюнес — мсье Раван, садовник
- Albert Michel
- André Valmy
- Monique Defrançois
- Gabriel Gobin